# Alexander Klein (Journalist)
Alexander Klein (* 6. November 1982 in Wertheim) ist ein deutscher Journalist. Er arbeitet als Reporter und Autor beim Westdeutschen Rundfunk.

## Leben und Wirken
Klein arbeitete nach dem Abitur am Dietrich-Bonhoeffer-Gymnasium Wertheim als freier Mitarbeiter für die Fränkischen Nachrichten. Sein Volontariat absolvierte er von 2007 bis 2009 bei RTL im Studio Frankfurt. Für die RTL Group war er bis 2011 als Live-Reporter und Redakteur im Einsatz (RTL Television, VOX, N-tv, RTL II), bevor er zum Westdeutschen Rundfunk wechselte. Dort arbeitet er bis heute für die Nachrichtenformate Aktuelle Stunde und WDR aktuell sowie WDR Extra als Autor und Live-Reporter. Seit November 2023 moderiert er die Sendung WDR Aktuell.
Einem größeren Publikum wurde er im Jahr 2013 bekannt, als er mit dem damaligen BVB-Trainer Jürgen Klopp im Rahmen einer Pressekonferenz aneinandergeriet. Als Klein bei einer Frage an Klopp darum bat, auf Floskeln zu verzichten, antwortete dieser: „Zuerst einmal möchte ich mich bei Ihnen bedanken. Ich sehe Sie hier zum ersten Mal, aber direkt eine Forderung zu stellen, was ich zu sagen habe... Hut ab! Welches Ressort? Was machen Sie? Tierfilme? Sport, oh, alles klar.“
Im Sommer 2015 moderierte Klein die Sendung Daheim + unterwegs im Rahmen eines On-Air-Castings. Während der Flutkatastrophe 2021 war er außerdem für die Sender Phoenix, Tagesschau24 sowie die Sendung ARD-Brennpunkt als Live-Reporter im Einsatz.